# La primavera romana della signora Stone (romanzo)
La primavera romana della signora Stone (in inglese The Roman Spring of Mrs. Stone) è un romanzo breve di Tennessee Williams del 1950.

## Trama
La protagonista è Karen Stone, attrice teatrale di Broadway  sul viale del tramonto. Era bellissima e anche ora che ha raggiunto la mezza età è affascinante. La donna resta vedova dell'anziano marito e decide di stabilirsi almeno temporaneamente a Roma dove, dopo qualche tempo, una contessa "ruffiana" le presenta il giovane e attraente gigolò Paolo Di Leo, poiché Karen è molto ricca. Naturalmente il ragazzo dopo poco inizia a corteggiarla e lei alla fine cede. Paolo non tarda a trasferirsi nella lussuosa casa della donna ma le conseguenze per lei non saranno delle più felici.

## Opere derivate
Dal romanzo è stato tratto nel 1961 il film La primavera romana della signora Stone, diretto da José Quintero e interpretato da Vivien Leigh, mentre nel 2003 il film per la televisione La primavera romana della signora Stone, diretto da Robert Allan Ackerman e interpretato da Helen Mirren.

## Edizioni in italiano
- Tennessee Williams, La primavera romana della signora Stone: romanzo, traduzione di Bruno Tasso, Milano, Garzanti, 1954.
- Tennessee Williams, La primavera romana della signora Stone, traduzione di Caterina Bianchetti, Roma, Bookever, 2004.